# Angelo Ciavarella
Angelo Ciavarella (San Marco in Lamis, 1º novembre 1928 – Bari, 10 luglio 2023) è stato un politico italiano.

## Biografia
Segretario regionale del PSI pugliese, è stato deputato nell'ultimo anno della VII legislatura, subentrando al posto di Vito Lenoci, deceduto nel giugno 1978. È stato consigliere comunale per i socialisti a Foggia fino al 1993.
È morto nel luglio 2023, all'età di 84 anni.